# Estadio Escribano Castilla
El estadio municipal Escribano Castilla es el estadio municipal de la ciudad de Motril (Granada) España. Hasta la temporada 2011/2012 era la sede oficial del extinto Motril Club de Fútbol. También se disputaron encuentros de Segunda División de España del Granada 74 Club de Fútbol durante la temporada 2007-08. En la actualidad se disputan los encuentros del Club de Fútbol Motril, que milita en Tercera RFEF.
El estadio es de propiedad municipal y debe su nombre al que fue alcalde de Motril, Juan Antonio Escribano Castilla (1918-2005). El nombre, que tras un paréntesis en el que fue retirado de la entrada del estadio, fue ratificado en un pleno municipal durante el mandato de Pedro Álvarez como alcalde de la ciudad.

## Eventos deportivos
Este fue el estadio del Granada 74 y del Motril C.F, equipos que participaron en Segunda, Segunda "B" Tercera división de España y Copa del Rey. Actualmente es el estadio del C.F Motril que milita y Tercera RFEF, además, se celebra el evento deportivo trofeo de la Ciudad de Motril. 
También la selección española femenina se jugó el pase a la Eurocopa 2011 contra Alemania que ambas empataron 2-2.